# (20423) 1998 VN7
A (20423) 1998 VN7 a Naprendszer kisbolygóövében található aszteroida. A LINEAR projekt keretében fedezték fel 1998. november 10-én.